# Pionierkommando 800
Das Pionierkommando 800 war eines der Pionierkommandos des Territorialheeres im Heer der Bundeswehr. Der Stabssitz war Hilden. Das Pionierkommando war dem Territorialkommando Nord unterstellt.

## Aufträge
Das Pionierkommando war ähnlich wie die Pioniere der Korpstruppen im Feldheer dem Befehlshaber des Territorialkommandos unmittelbar unterstellt. Die auf Ebene des Territorialkommandos gebündelten Truppenteile der Pioniertruppe verfügten über „schwere“ pioniertechnische Einsatzmittel wie Schwimmbrücken und die Fähren der Flusspioniere um die Beweglichkeit des Territorialheeres zu fördern, insbesondere um die Nachschubwege im rückwärtigen Gebiet offen zuhalten. Besondere strategische Bedeutung hätten die festen oder pioniertechnisch errichteten Übergänge über den Rhein gehabt, um den Kontakt zu den rückwärtigen Gebieten auf dem Staatsgebiet der Westalliierten nicht zu verlieren. Ein weiterer Schwerpunkt war der Betrieb, Wartung und Instandhaltung der NATO-Pipeline, die enorme Bedeutung für den Nachschub mit Kraftstoff hatte. Je nach Lage unterstützten die Pioniere Maßnahmen der Zivilverteidigung. Wie viele Truppenteile im Territorialheer war das Pionierkommando teilaktiv aufgestellt und wuchs erst im Verteidigungsfall zu seiner vollen Größen auf. Insgesamt entsprach die Größe des Pionierkommandos nach der Mobilmachung mit etwa 6400 Soldaten in etwa einer der Brigaden des Feldheeres.

## Gliederung
Um 1989 gliederte sich das Pionierkommando grob in:
- Stab/Stabskompanie Pionierkommando 800, Hilden
  -  Fernmeldekompanie 800 (GerEinh), Düsseldorf
  -  Flußpionierkompanie 800, Neuwied
  -  Flußpionierkompanie 801 (GerEinh), Wiesbaden
  -  Schwimmbrückenbataillon 810 (GerEinh), Kranenburg
  -  Schwimmbrückenpionerbataillon 811 (GerEinh), Kranenburg
  -  Feldersatzbataillon 802 (GerEinh), Wesel
  -  Pionierausbildungszentrum 800, Emmerich
  - Pipelinepionierregiment 80
    -  Stab/Stabskompanie Pipelinepionerregiment 80 (GerEinh), Wuppertal
    -  Pipelinepionerbataillon 800 (teilaktiv), Wuppertal (im Frieden Kader für Pipelinepionerregiment 80, nach dessen Aufstellung im Verteidigungsfall Auflösung)
    -  Pipelinepionerbataillon 801 (GerEinh), Wuppertal
    -  Pipelinepionerbataillon 802 (GerEinh), Uedem
    -  Pipelinepionerbataillon 803 (GerEinh), Meppen

## Geschichte

### Aufstellung
Das Pionierkommando 800 wurde am 1. Oktober 1981 zur Einnahme der Heeresstruktur IV in der Waldkaserne in Hilden aufgestellt.

### Auflösung
Nach Ende des Kalten Krieges wurde das Pionierkommando 1993 etwa zeitgleich mit der Außerdienststellung des Territorialkommandos Nord außer Dienst gestellt. Aus dem Stab und weiteren Truppenteilen des Pionierkommandos wurde die Pionierbrigade 30 „Rhein-Weser“ in Hilden neu aufgestellt.

## Kommandeure
| Nr. | Dienstgrad | Name     | Beginn der Berufung | Ende der Berufung | Kommandostruktur      |
| --- | ---------- | -------- | ------------------- | ----------------- | --------------------- |
| 1   | Oberst     | Fricke   | 1958                | 1960              | sPiRgt 705            |
| 2   | Oberst     | Messerer | 1960                | 1962              | sPiRgt 705            |
| 3   | Oberst     | Gülich   | 1962                | 1965              | sPiRgt 705            |
| 4   | Oberst     | Buchhorn | 1965                | 1969              | sPiRgt 705            |
| 5   | Oberst     | Jacobi   | 1969                | 1971              | sPiRgt 705 / sPiRgt80 |
| 6   | Oberst     | Petter   | 1971                | 1972              | sPiRgt 80             |
| 7   | Oberst     | Tiedtke  | 1972                | 1975              | sPiRgt 80             |
| 8   | Oberst     | Marohl   | 1975                | 1978              | sPiRgt 80             |
| 9   | Oberst     | Schütz   | 1978                | 1980              | sPiRgt 80             |
| 10  | Oberst     | Kordt    | 1980                | 1984              | sPiRgt 80 / PiKdo 800 |
| 11  | Oberst     | Bucholz  | 1984                | ?                 | PiKdo 800             |

## Verbandsabzeichen

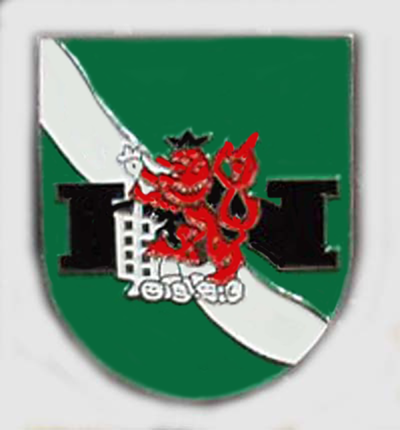
Internes Verbandsabzeichen des Stabes/Stabskompanie

Das Pionierkommando führte aufgrund seiner Ausplanung als Teil der unselbständigen Truppen des Territorialkommandos kein eigenes Verbandsabzeichen. Die Soldaten trugen daher das Verbandsabzeichen des übergeordneten Territorialkommandos.
Als „Abzeichen“ wurde daher unpräzise manchmal das interne Verbandsabzeichen des Stabes und der Stabskompanie „pars pro toto“ für das gesamte Pionierkommando genutzt. Es zeigte im Wesentlichen als Hinweis auf den Stationierungsraum den stilisierten Rhein wie im Wappen Nordrhein-Westfalens, den Bergischen Löwen ähnlich wie im Düsseldorfer Wappen und fast identisch mit der Darstellung im Wuppertaler Wappen. Die stilisierte Brücke ist ähnlich im Barettabzeichen der Pioniertruppe enthalten. Das interne Verbandsabzeichen wurde ähnlich vom Stab und der Stabskompanie des „Nachfolgeverbandes“ Pionierbrigade 30 fortgeführt.